# Andrea Savage
Andrea Savage, född 20 februari 1973 i Santa Monica, Kalifornien, USA, är en amerikansk skådespelerska, som har medverkat i bland annat Step Brothers, Stacked och 2 1/2 män.

## Filmografi
- Step Brothers - 2008
- 2023 – You People (TV-serie)